# カール・ハーグ
カール・ハーグ（Carl Haag、1820年4月20日 - 1915年1月17日）はドイツ生まれの画家である。ロンドンやローマで活動した。1850年代の終わりにエジプトのカイロに旅し、中東の風物を描いた「オリエンタリズム」の画家の一人である。

## 略歴
エアランゲンで生まれた。16歳でニュルンベルクの美術学校(Akademie der Bildenden Künste Nürnberg)に入学し、ラインデル(Albert Christoph Reindel)に学んだ後、1844年から1846年はミュンヘン美術院で学んだ。この頃には肖像画家として、有名な人々の肖像画の注文を受けるようになっていた。その後ブリュッセルでも学んだ。
1847年にはロンドンに移った。ロンドンでは水彩画の技術を学んだ。1847年から1848年の冬はローマに滞在し1848年の夏、ロンドンに戻りロイヤル・アカデミー・オブ・アーツで学んだ。修行のためチロルを訪れたときにザクセン＝コーブルク＝ゴータ公家の公爵と知り合い、公爵からヴィクトリア女王に紹介され、女王から絵画の注文を得ることができた。イギリスの市民権を得て、1850年にイギリスの水彩画家の協会(Royal Society of Painters in Water Colours )の準会員となり1853年に正会員に選ばれた。
1852年から1857年の間はローマのドイツ画家協会(Deutsche Künstlerverein)のメンバーとして活動し、1858年から1860年は中東に滞在した。カイロにイギリス人画家、フレデリック・グドールと共同でスタジオを開いた。これ以後、中東の風物を描くことになった。1867年にロンドン、ハームステッドに東洋風の装飾で飾られたスタジオを作った。
1903年に引退しドイツに戻りオーバーヴェセルで暮らした。

## 作品

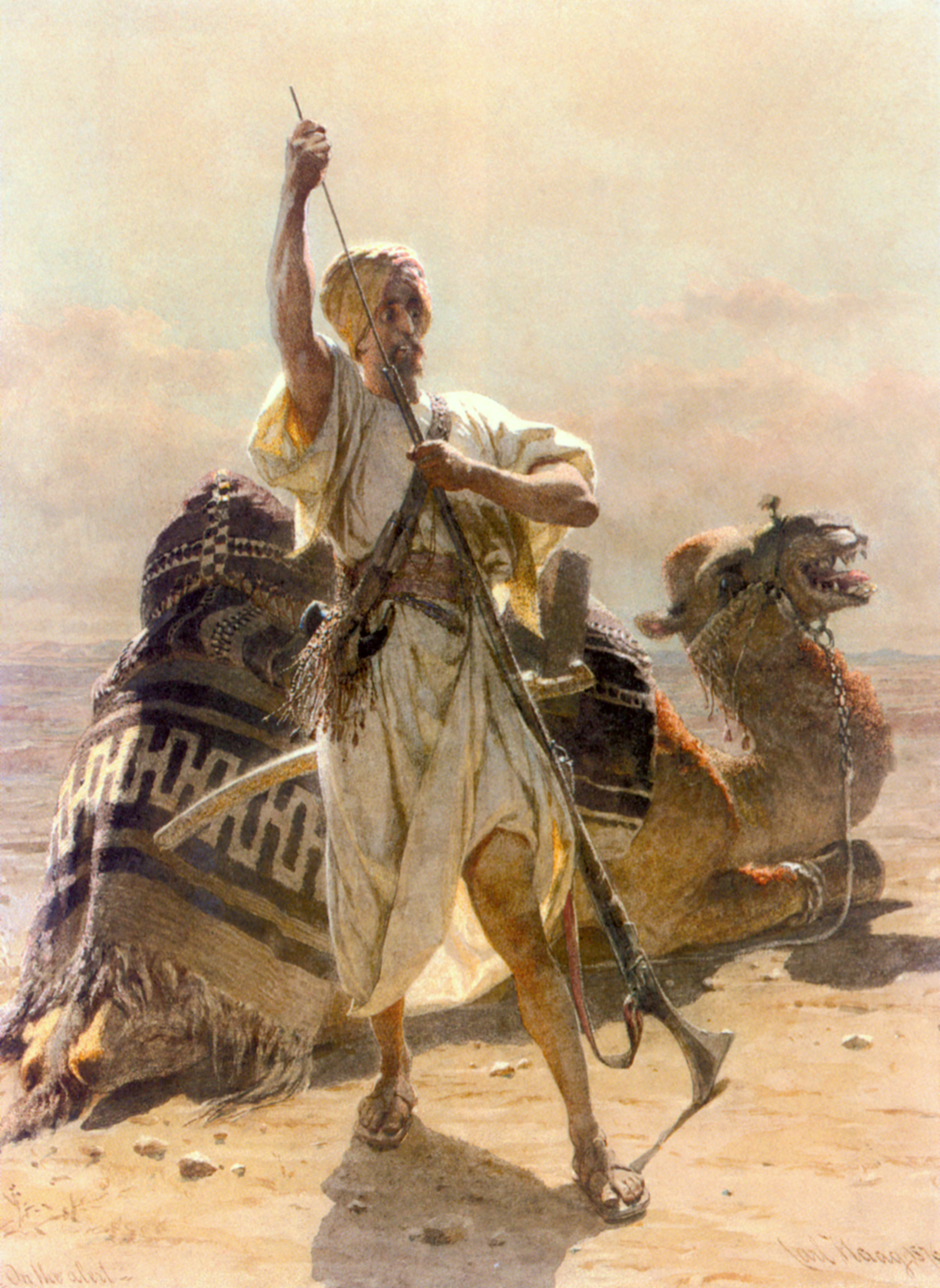
"The Alert" (1876)
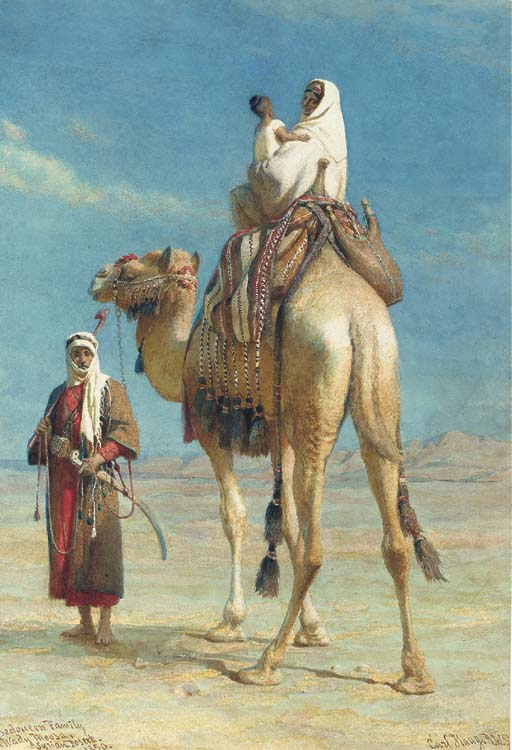
"Bedouin Family" (1859)
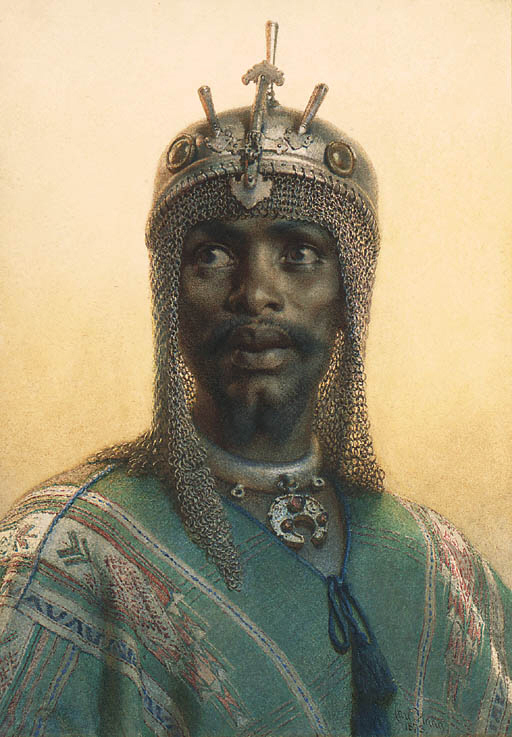
"Chief of Said Pasha's Bodyguard" (1873)
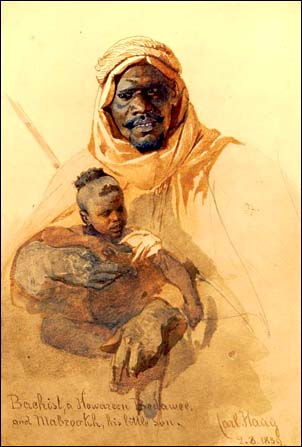
(1857)

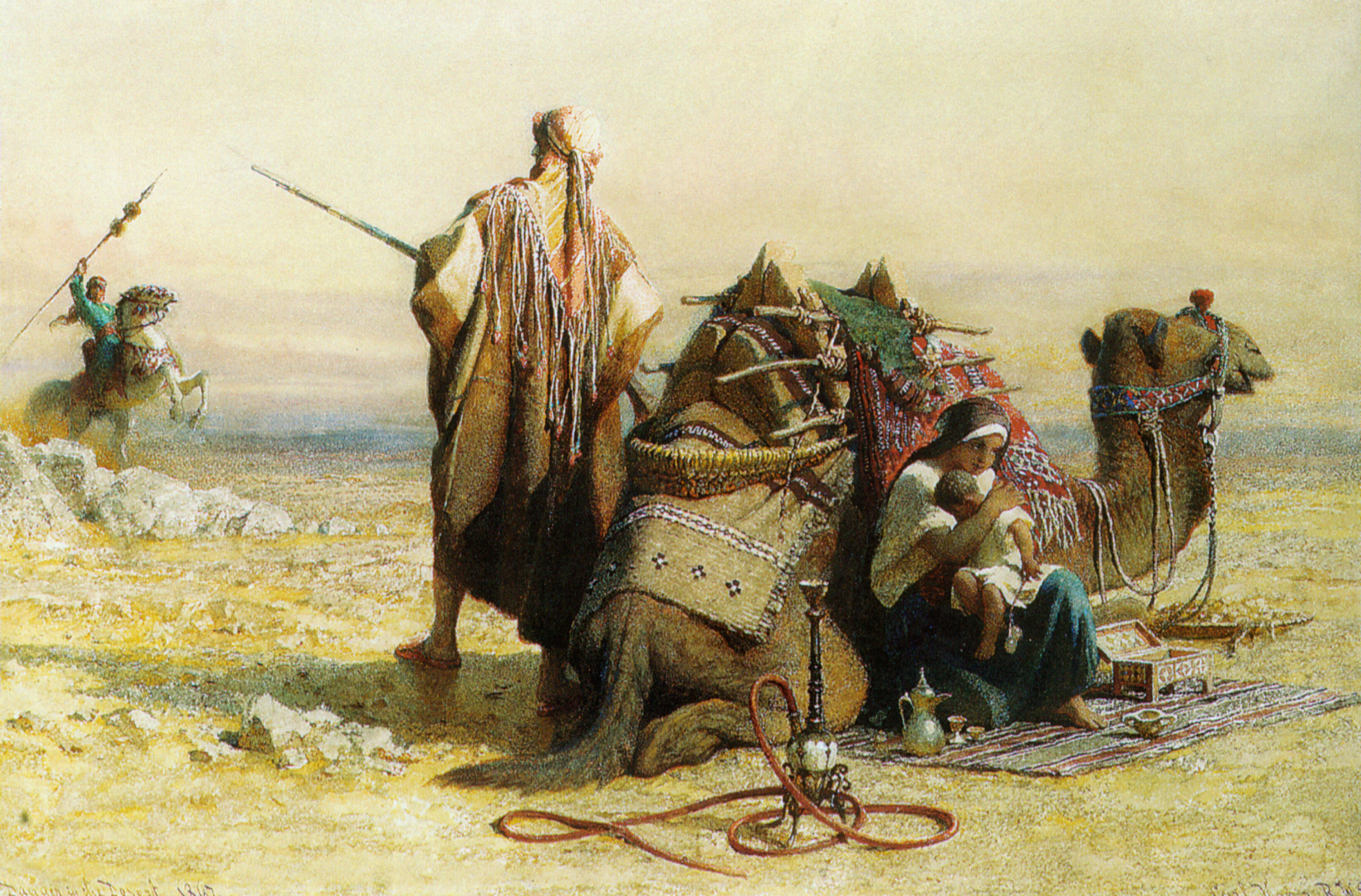
"Danger in the Desert" (1867)
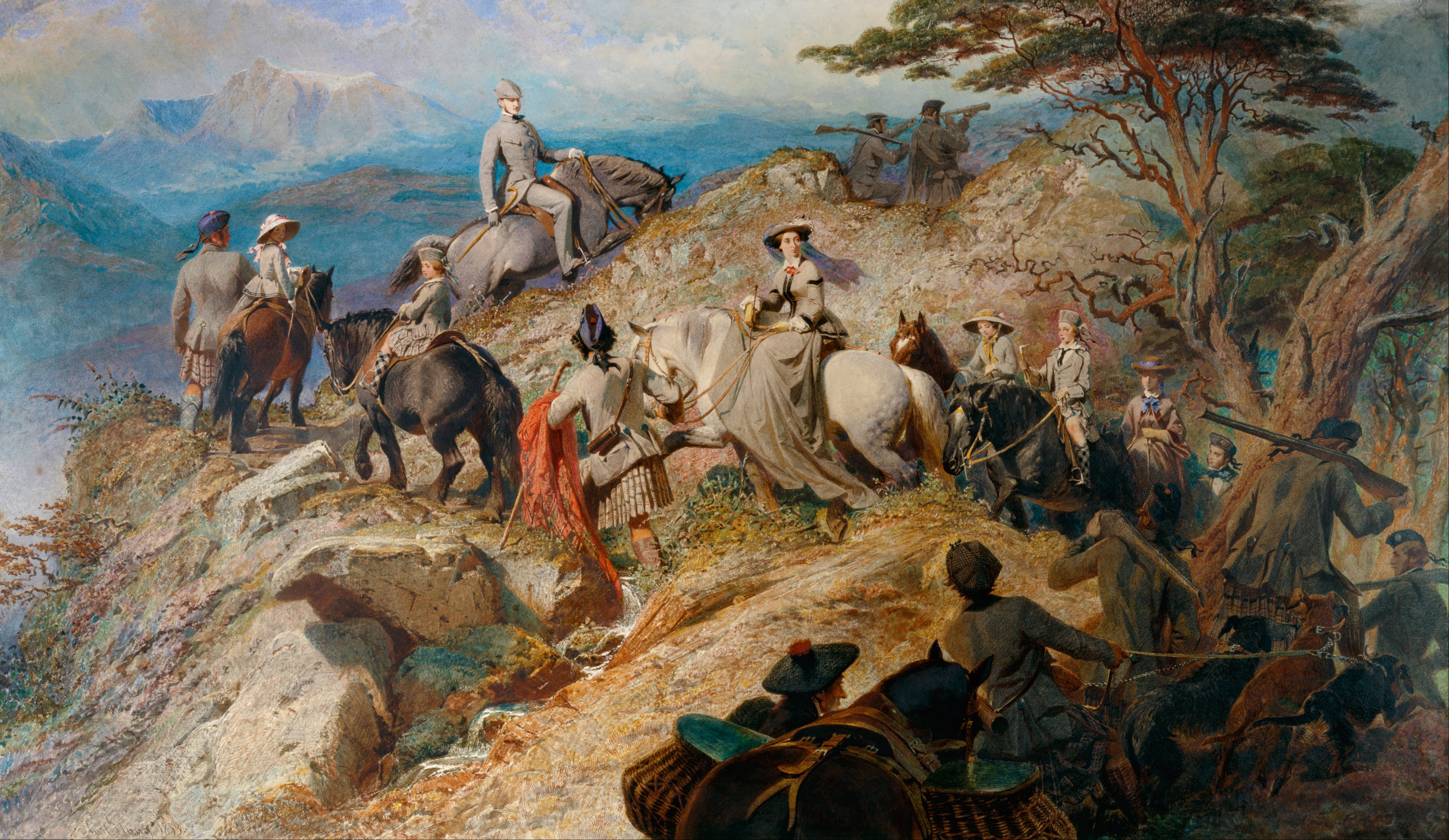
"the royal family ascending Lochnagar"
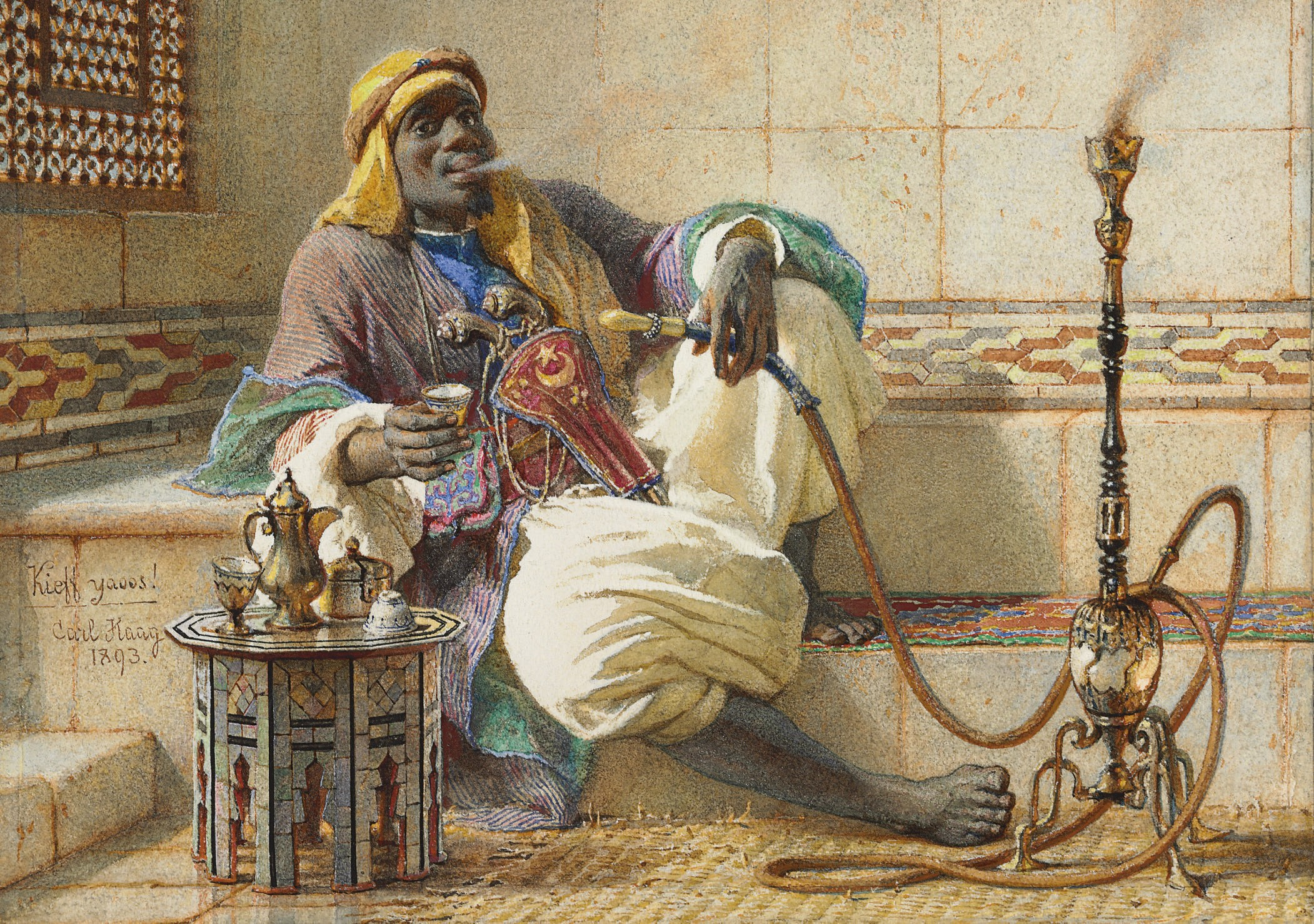
"Kieff Yaoos" (1893)